# Diplacina anthaxia
Diplacina anthaxia är en trollsländeart som beskrevs av Maurits Anne Lieftinck 1933. Diplacina anthaxia ingår i släktet Diplacina och familjen segeltrollsländor. Inga underarter finns listade i Catalogue of Life.